# 바바라 헤프워스

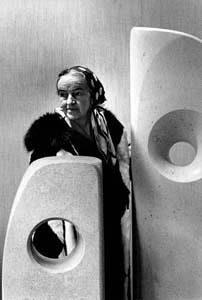
1966년

바버라 헵워스(Barbara Hepworth, Dame Jocelyn Barbara Hepworth, 1903년 1월 10일 ~ 1975년 5월 20일)는 잉글랜드의 예술가이자 조각가이다. 요크셔의 웨이크필드에서 태어났다.
런던의 왕립예술학교를 졸업, 1924에서 1925년까지 이탈리아에서 조각을 연구한 후 귀국하여 1928년 런던에서 개최한 최초의 개인전에서 주목을 받았다. 그녀는 처음 무어의 영향을 많이 받아 허의 형식으로써 소재의 양감을 해체하는 방향으로 나아갔으나 뒤에는 몬드리안, 가보, 브랑쿠시, 아르프의 작품에서 시사하는 바를 터득하여 기하학적인 형태와 그 구성에로 진전하여 갔다. 1934년 이후에는 구상의 형식을 버리고 추상적 작풍으로 옮아갔고, 전후는 영국 현대조각의 대표자의 한 사람으로서 많은 국제전에서 활약하고 있다. 특히 영국 추상회화의 제1인자 벤 니콜슨(1894∼1982)은 그녀의 남편이며 죽을 때까지 남편과 함께 영국 서남부의 어촌인 세인트 아이위스에서 제작활동을 하였다.